# Thyriostromella calophylli
Thyriostromella calophylli är en svampart som först beskrevs av Pier Andrea Saccardo, och fick sitt nu gällande namn av Bat. & C.A.A. Costa 1959. Thyriostromella calophylli ingår i släktet Thyriostromella, divisionen sporsäcksvampar och riket svampar.   Inga underarter finns listade i Catalogue of Life.